# Nathan Willcocks
Pour les articles homonymes, voir Willcocks.
Nathan Willcocks est un acteur franco-britannique.

## Biographie
Nathan Willcocks joue dans une trentaine de pièces de théâtre, notamment au Royaume-Uni dans des mises en scène de Marianne Elliott au Royal Exchange Theatre (Martin Yesterday), de Ken Campbell (The Warp) ou de Peter Joucla (Pygmalion). Trilingue, il joue en France dans La Rose Jaune mis en scène par Jacques Connort et présenté au festival d'Avignon en 2014. Depuis 2011, il est seul en scène dans le Spectacle de Lanterne Magique de Laurent Mannoni présenté à la Cinémathèque française, au Louvre et au festival du film de Richmond en 2017 aux États-Unis,.
À la télévision, il tourne en Espagne avec Cesc Gay et en France dans les séries Versailles et Missions. En 2015, Nathan Willcocks est juré pour le Festival Premiers Plans d'Angers dans la section court-métrage. Au cinéma, il débute avec Julie Delpy dans Beginners' Luck en 2002. Il noue une collaboration avec le réalisateur Morgan Simon pour qui il tourne notamment Essaie de mourir jeune nommé au César du meilleur court-métrage en 2016. En 2017, il partage l'affiche avec Kévin Azaïs et Monia Chokri dans Compte tes blessures, le premier long-métrage de Morgan Simon, primé au Festival de San Sebastián.
En 2017, Nathan Willcocks est à l'affiche du premier long-métrage de Woody Harrelson, Lost in London, dont la particularité est d'être un plan-séquence d'1 h 40 tourné et retransmis en direct dans 550 salles de cinéma aux États-Unis. Owen Wilson, le musicien Willie Nelson et Woody Harrelson lui-même font également partie de la distribution,. En 2019, Nathan Willcocks est au casting de Dernier Amour de Benoît Jacquot aux côtés de Vincent Lindon. En 2020, on le retrouve dans L'Enfant Rêvé,, de Raphaël Jacoulot, auprès de Louise Bourgoin, Jalil Lespert et Mélanie Doutey. Puis il renoue une collaboration avec Benoît Jacquot dans Suzanna Andler, d'après l'oeuvre de Marguerite Duras, où il donne la réplique à Charlotte Gainsbourg, sorti en salles en 2021.
En septembre 2021, il est annoncé que Nathan Willcocks fait partie du casting international pour la nouvelle création originale de Canal+ Marie-Antoinette.
En septembre 2024, il est annoncé que Nathan Willcocks fait partie du casting international pour la nouvelle création Canal+ Paris Has Fallen. Il interprète le personnage du Ministre de la Défense français, Philippe Bardin, aux côtés d'acteurs prestigieux tels que Sean Harris, Emmanuelle Bercot, Tewfik Jallab ou Ritu Arya. La série est créée et écrite par Howard Overman, réalisée par Oded Ruskin & Hans Herbots et produite par Urban Myth Films, Sudiocanal, Millenium et G-Base (Gérard Buttler & Alan Siegel). La sortie est prévue en France le 23 septembre 2024 sur Canal+, en Espagne le 29 septembre 2024 sur Movistar Plus+ et en Angleterre le 8 novembre 2024 sur Prime Video UK.

## Théâtre
- 1999 : Martin Yesterday mis en scène par Marianne Elliott
- 2000 : As You Like It mis en scène par Marianne Elliott
- 2000 : The Warp mis en scène par Ken Campbell
- 2001 : Peer Gynt mis en scène par Toby Frow
- Our Thing de Thomas Hescott
- Twelfth Night de Thomas Hescott
- Him de Joseph Murray
- 2005 : Pygmalion mis en scène par Peter Joucla
- 2010 : Fantasmagorie mis en scène par Laurent Mannoni à la Cinémathèque française et la Venaria Reale de Turin
- 2014 : La Rose Jaune d'Isabelle Bournat mis en scène par Jacques Connort
- 2017 : Spectacle de Lanterne Magique mis en scène par Laurent Mannoni au festival du Film International de Compiègne
- 2017 : Magic Lantern Show mis en scène par Laurent Mannoni au Théâtre Byrd de Richmond (US)[23]

## Filmographie
Longs métrages
- 2002 : Beginner's Luck de James Callis et Nick Cohen
- 2002 : Saint-Ex de Arnaud Tucker
- 2010 : Paris Connection de Harley Cokeliss
- 2013 : The Book of Dreams de Janis Skulme
- 2014 : United Passions : La Légende du football de Frédéric Auburtin
- 2017 : Compte tes blessures de Morgan Simon
- 2017 : Lost in London de Woody Harrelson
- 2019 : Dernier Amour de Benoît Jacquot
- 2020 : L'Enfant rêvé de Raphaël Jacoulot
- 2021 : Suzanna Andler de Benoît Jacquot

Courts métrages
- 2000 : Constant Flow de Karim Bensalah
- 2011 : Une Longue Tristesse de Morgan Simon
- 2011 : Goose de Morgan Simon
- 2012 : American Football de Morgan Simon
- 2013 : Nuit / Béton de Noé Weil
- 2013 : Elias de Clément Badin
- 2014 : Essaie de mourir jeune de Morgan Simon
- 2015 : The Bear[24] de Nathan Willcocks
- 2016 : Dans la Nuit de Kristy Baboul Gremeaux
- 2016 : La Faute du cendrier de Louis Houdoin
- 2016 : Nunchaku Baby de Nathan Willcocks
- 2018 : Le Mans 1955 de Quentin Baillieux
- 2019 : Permission de Martin Razy
- 2020 : Pour que rien ne change de Francescu Artily

Séries télévisées
- 2008 : T de Terapia de Cesc Gay
- 2009 : Fantasmagorie de Laurent Mannoni
- 2017 : Versailles - Saison 2
- 2017 : Missions de Julien Lacombe
- 2019 : Calls - Saison 2 de Timothée Hochet
- 2022 :  Marie-Antoinette - Saison 1
- 2024 : Paris Has Fallen - Saison 1